# Blaukehl-Sternkolibri
Die Blaukehl-Sternkolibri (Tilmatura dupontii, Syn.: Ornymia rufula) oder manchmal auch Dupontkolibri ist ein Vogel aus der Familie der Kolibris (Trochilidae) und die einzige Art der somit monotypischen Gattung Tilmatura. Die Art hat ein großes Verbreitungsgebiet in den nord- und mittelamerikanischen Ländern Mexiko, Guatemala, El Salvador, Honduras und Nicaragua. Der Bestand wird von der IUCN als „nicht gefährdet“ (least concern) eingeschätzt.

## Merkmale

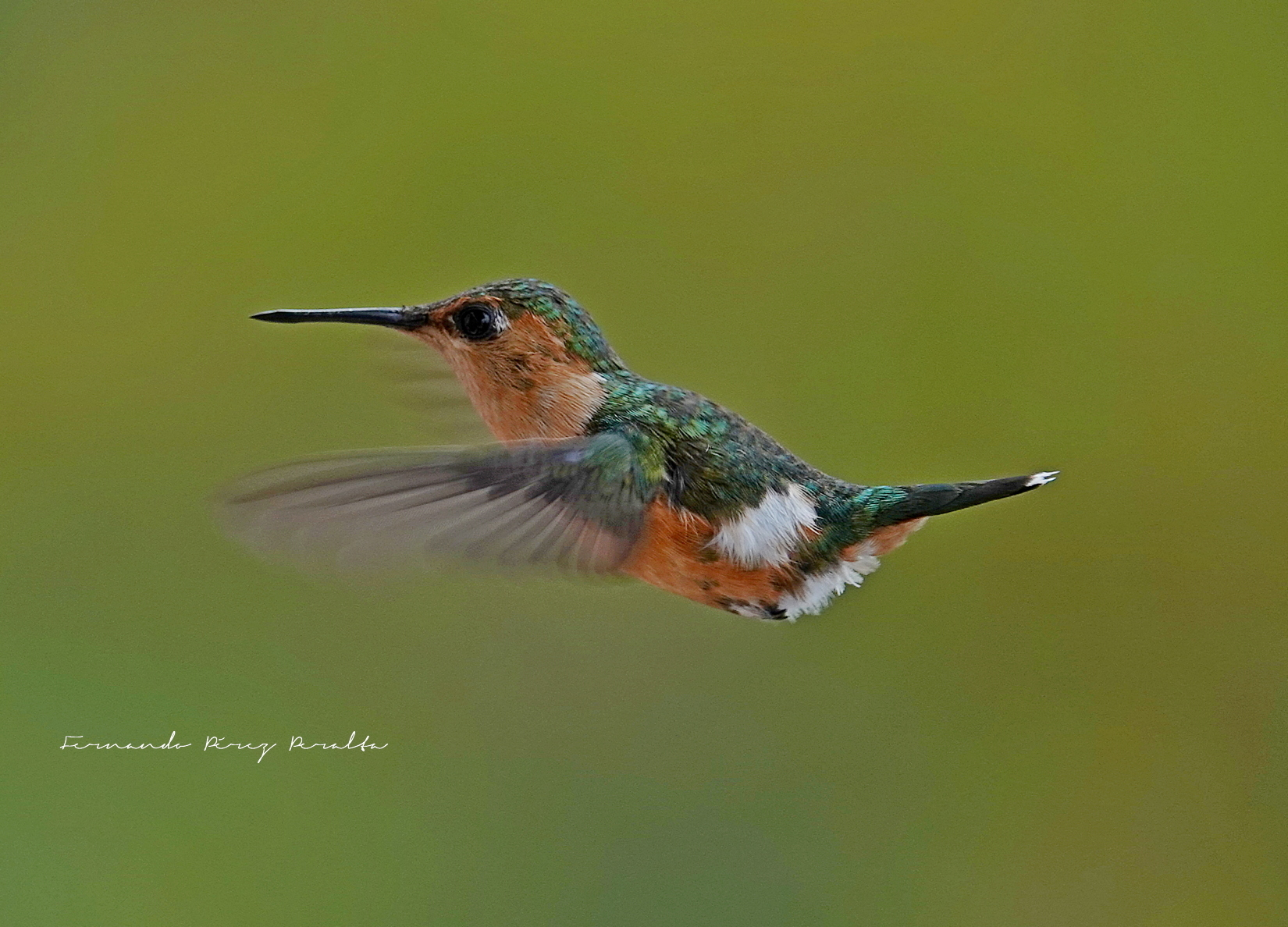
Weiblicher Blaukehl-Sternkolibri im Flug

Der männliche Blaukehl-Sternkolibri erreicht eine Körperlänge von etwa 9 bis 10 Zentimetern, während das Weibchen mit circa 6,5 bis 7,5 Zentimetern etwas kleiner ist. Der gerade, schwarze Schnabel ist etwa so groß wie der Kopf. Männchen und Weibchen unterscheiden sich sehr. Der gegabelte Schwanz des Männchens ist relativ lang. Die Kehle glänzt blau bis violett-blau. Die Krone und die Partie um die Ohren (aurikular) sind grün. Postokular (hinter den Augen) befindet sich ein weißer Fleck. Der Nacken und die Oberseite sind grün mit quadratischen Flecken auf der Seite und am Rumpf. Die Brust wird von einem weißen Band unterhalb der Kehle geziert. Der Rest der Unterseite ist dunkelgrün. Die äußeren Steuerfedern des schwarzen Schwanzes sind weiß gepunktet und weisen rotbraune Streifen auf. Das Weibchen hat einen geteilten und auf beiden Seiten abgerundeten Schwanz. Das Gesicht, der Hals und die Unterseite sind zimtfarben bis blass zimtfarben mit einem dunklen Strich nahe den Augen. Dazu kommt ein blasser postokularer Fleck. Die Krone, der Nacken und die Oberseite sind wie beim Männchen grün. Seitlich zieren weiße Flecken das Gefieder. Die inneren Steuerfedern sind grün, die äußeren schwarz und mit weißen sowie zimtfarbenen Flecken durchzogen.

## Habitat

Verbreitungsgebiet des Blaukehl-Sternkolibris

Der Blaukehl-Sternkolibri bewegt sich bevorzugt in feuchten bis halbariden Waldrändern, gestrüppartiger Sekundärvegetation und buschigem Waldland, das oft aus Eichenbäumen besteht. Man findet ihn in Höhen zwischen 750 und 2500 Metern. So kann man den Vogel von Zentral- und Südmexiko, über die Hochebenen Guatemalas, El Salvadors und Honduras bis in den Norden Nicaraguas beobachten.

## Verhalten
Zur Nahrungsaufnahme schwebt der Blaukehl-Sternkolibri langsam und bienengleich vor der Blüte. Währenddessen stellt er den Schwanz schräg. Dabei bewegt er sich in den Straten vom Boden bis zu den Baumkronen. Auf der Jagd nach Insekten macht er zwischen offenen Ästen ausgedehnte Flüge.

## Unterarten
Im Moment sind keine Unterarten des Blaukehl-Sternkolibris bekannt. Die Art gilt somit als monotypisch.

## Etymologie und Forschungsgeschichte
René Primevère Lesson beschrieb die Art unter dem Namen Ornismya dupontii . Das Typusexemplar stammte aus Mexiko. Erst 1854 wurde sie von Heinrich Gottlieb Ludwig Reichenbach der Gattung Tilmatura zugeschlagen, da Tryphaena, ein Gattungsname, den John Gould verwendete, bereits von Ferdinand Ochsenheimer und Georg Friedrich Treitschke besetzt war. Der GattungsnameTilmatura leitet sich von den griechischen Wörtern τίλμα, τίλματος tìlma, tílmatos für „Zerrupftes, Geschreddertes“ und οὐρά ourá für „Schwanz“ ab. Dupontii ist sehr wahrscheinlich dem Naturalienhändler und Entomologen Richard Henry Puech dit Dupont (1798–1873), einem Bruder von Léonard Puech dit Dupont (1795–1828), gewidmet.